# Rittergut Kaimberg

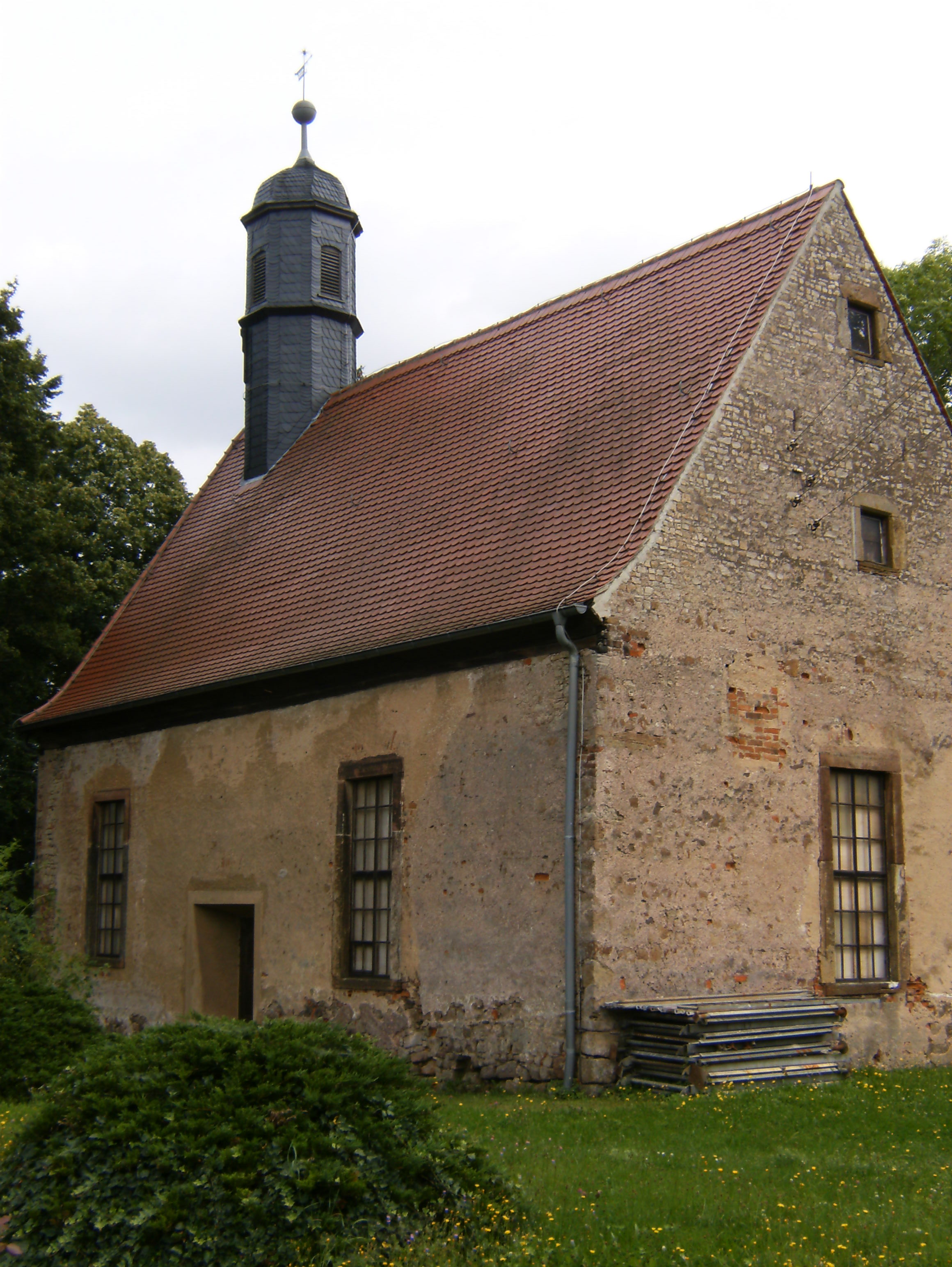
Kirche zu Kaimberg

Das Rittergut Kaimberg ist heute ein Stadtteil der Stadt Gera und stellte vor geraumer Zeit wohl eine der Stadtgrenzen als Vorposten zum Schutz und zur Ernährung der Bevölkerung dar. Selbst die Entwicklung führte über sakrale Bauten zum geistigen Mittelpunkt zu einer Dorfkirche hin. Das Rittergut Kaimberg war wohl der geistliche und ökonomische sowie Besiedlungsmittelpunkt, besagen die Unterlagen aus der Vergangenheit. Die Filialkirche entstand wahrscheinlich im 15. Jahrhundert. Die spätgotische Kirche liegt versteckt hinter den Bäumen des Friedhofs und des früheren Parks.
Das Kircheninnere wurde 1753 erneuert.

## Geschichte
Das Rittergut Kaimberg war ein landtagsfähiges Rittergut. Mit dem Besitz des Rittergutes verbunden war die Patrimonialgerichtsbarkeit in Form der Ober- und Erbgerichtsbarkeit über Kaimberg, einen Wald in Gorlitzsch, zwei Häuser  in Collis und die sachsen-altenburgischen Orte Thränitz und Grobsdorf (zur Hälfte). Die Obergerichtsbarkeit fiel 1836 an den Staat, die niedere Gerichtsbarkeit wurde am 1. Januar 1855 aufgehoben.
Ursprünglicher Hauptort war Pforten, um 1500 wird dies Kaimberg, damit bekommen die Herren von Kaimberg auch die Gerichtsbarkeit über die umliegenden Dörfer (bis 1850 bzw. 1852). Es existieren noch die Prozessakten über den Mord an der Schäfersgattin Kraft von Kaimberg, die 1748 von ihrem Ehemann erst blutig erschlagen und dann erdrosselt wurde. Nach dem Urteil wurde auf Befehl des Gerichtsherrn auch die alte Schäferei von Kaimberg als Stätte der grausamen Bluttat abgerissen.
Inhaber des Rittergutes waren die Familien von Kaym, von Koppy und seit Ende des 16. Jahrhunderts die Familie von Ende. Die Verbindung mit dem Rittergut Pforten wurde bei einer Erbteilung 1662 gelöst. Seit 1753 gehörte das Gut der Familie von Ziegenhierd und 1766 kaufte Heinrich Friedrich von Kutzschenbach das Rittergut um 30.625 Taler. 1868 erwarb der Altenburger Kommerzienrat Theodor Schmidt das Anwesen von Bernhard von Kutzschenbach, das später in den Besitz des Schwiegersohns Schmidts Oberst Baumbach überging. Seit 1917 war der Geraer Fabrikant Robert Todt Eigentümer.

## Lage
Das Rittergut Kaimberg liegt im Gessental im nunmehr südöstlichen Stadtgebiet von Gera nahe der Grenze zu Kauern.
Der ehemalige hoch über dem Ort gelegene Rittersitz des Herrn von Kaimberg war bis 1852 im Besitz derer von Kaimberg. Es folgten dann bekannte Nachbesitzer.

## Nach 1946
Nach 1946 unterlag das Umfeld dem Entwicklungsdruck der Stadt Gera und den dort bestehenden Gesetzen. Mit dieser Betrachtung soll auf den ehemaligen ländlichen Kern der Vergangenheit erinnert werden.